# Pierre Sancan
Pierre Sancan (24 de octubre de 1916 en Mazamet - 20 de octubre de 2008 en París) fue un compositor, pianista, profesor y director de orquesta francés. Junto con Olivier Messiaen y Henri Dutilleux, fue una figura importante entre los músicos franceses en la transición de mediados del siglo XX entre la era moderna y la contemporánea; pero fuera de Francia su nombre es casi desconocido. 
Nacido en Mazamet en el sur de Francia, Sancan comenzó sus estudios musicales en Marruecos y Toulouse antes de ingresar al Conservatorio de París donde estudió con Jean Gallon, y donde tomó dirección con Charles Munch y Roger Désormière, piano con Yves Nat, y composición, con Henri Busser. 
En 1943 ganó el Prix de Roma de composición del Conservatorio, con su cantata La Légende de Icare, pero no asumió allí un puesto docente habitual hasta 1956 cuando se jubiló su antiguo maestro Yves Nat. Sancan mantuvo este trabajo hasta su propio retiro en 1985. Vivió otros 23 años, hasta los 92 años, pero sus últimos años se vieron comprometidos por la enfermedad de Alzheimer. 
Como pianista, Sancan fue visto de manera más prominente en su papel de acompañante del gran violonchelista André Navarra. Y sus grabaciones de los dos conciertos para piano de Ravel con el director Pierre Dervaux, y los conciertos a 4 manos de Mozart con Jean-Bernard Pommier, fueron muy elogiados tras su lanzamiento en la década de 1960, pero actualmente no están disponibles. 
Como profesor de piano, Sancan ayudó a formar a luminarias como Olivier Cazal, Michel Béroff, Selman Ada, Abdel Rahman El Bacha, Emile Naoumoff, Géry Moutier, Jean-Bernard Pommier, Daniel Varsano, Jean-Efflam Bavouzet, Jacques Rouvier, Kristin Merscher, Eric Larsen, Jean-Marc Savelli y Jean-Philippe Collard, que ha grabado el Concierto para piano de Sancan. La Sonatina para flauta y piano (1946) es su obra más conocida y ha sido un elemento básico popular para los flautistas desde su publicación, pero poco más de su obra es bien conocida. Sancan también compuso un Concierto para violín, al menos tres ballets, una Sinfonía para cuerdas (1961) y una ópera Ondine (1962). Algunas de sus piezas para piano más breves, como Boíster à musique y la Toccata, se han popularizado como piezas para tocar de propina. 
Sancan buscó reconciliar las técnicas de interpretación contemporáneas con el lenguaje armónico de Debussy, un compositor del que Sancan era un intérprete experto. 

### Selección de obras
n.d.   Ouverture joyeuse - obertura para orquesta
n.d.   Roderic et Cunégonde
1939 Fugue, choeur - ejercicio (Prix de Rome)
1939 Soir de Bataille - cantata (Prix de Rome)
1942 Fugue, choeur - ejercicio (Prix de Rome)
1942 Fugue, choeur - ejercicio (Prix de Rome)
1943 La légende d’Icare - cantata (Prix de Rome)
1943 Toccata - piano
1946 Lunegarde - banda sonora
1946 Les malheurs de Sophie - banda sonora
1946 Sonatine - flauta, piano (Morceau de Concours du Conservatoire National Supérieur de Musique de Paris)
1946 Mouvement - piano
1947 Berceuse - piano
1949 Caprice romantique - piano (mano izquierda)
1949 Trois Impressions - canto, piano
1950 Dusting - piano
1950 Boîte à Musique - piano
1951 Jardin d'enfants : 19 pièces faciles pour le piano, 1er recueil - piano
1951 Cinq Pièces enfantines, 1er degré - piano
1951 Nouvelles cadences du concerto en ré mineur pour piano et orchestre de W. A. Mozart - piano
1951 Olivia - banda sonora
1952 Commedia dell'arte - obertura de ballet
1953 Movimiento Chant donnée de la obra colaborativa 64 Leçons d'harmonie offertes en hommage à Jean Gallon
1955 Concerto - piano, orquesta
1957 Sonatine - oboe, piano (Morceau de Concours du Conservatoire National Supérieur de Musique de Paris)
1958 Concerto - violín, orquesta (Morceau de Concours du Conservatoire National Supérieur de Musique de Paris)
1961 Sonate - violonchelo, piano (Morceau de Concours du Conservatoire National Supérieur de Musique de Paris)
1961 Symphonie - orquesta de cuerdas
1962 Ondine, fille de la forêt - ópera
1963 Reflet - ballet
1963 Sonatine - clarinete, piano (Morceau de Concours du Conservatoire National Supérieur de Musique de Paris)
1963 Concertino - piano, orquesta de cámara
1966 Les Fourmis - ballet
1966 Morceaux de déchiffrage - clave
1966 Suite fantastique - clave (Morceau de Concours du Conservatoire National Supérieur de Musique de Paris)
1967 Six Pièces enfantines, 2ème degré - piano
1967 Petite mains - piano
1970 Rapsodie - trompeta, piano (Morceau de Concours du Conservatoire National Supérieur de Musique de Paris) 
1971 Movimiento Valsez Sophie de la obra colaborativa Une soirée chez Sophie
1973 Lamento et Rondo - saxofón, piano (Morceau de Concours du Conservatoire National Supérieur de Musique de Paris)
1975 Thème et Variations - arpa (Morceau de Concours du Conservatoire National Supérieur de Musique de Paris)
1982 Ballade - trompa, piano (Morceau de Concours du Conservatoire National Supérieur de Musique de Paris)
1987 Movimiento La vieille horloge de grand-mère de la obra colaborativa Les Contemporains : pièces faciles pour le piano

## Filmografía seleccionada
- Las desgracias de Sophie (1946)